# Tony Pulis
Anthony Richard "Tony" Pulis, född 16 januari 1958 i Newport, är en walesisk fotbollstränare och tidigare spelare.
Pulis tog sin FA coaching badge vid 19 års ålder, följt av sin UEFA A-licens vid 21 års ålder, vilket gör honom till en av de yngsta professionella spelare någonsin som kvalificerat sig för detta. Pulis har tidigare tränat Bournemouth, Gillingham, Bristol City, Portsmouth, Plymouth Argyle, Stoke City, Crystal Palace, West Bromwich Albion och Middlesbrough.

## Karriär
Den 13 november 2020 blev Pulis anställd som ny tränare i Sheffield Wednesday, där han ersatte Garry Monk. 45 dagar senare, den 28 december 2020, blev Pulis avskedad av klubben.